# Diplazium basahense
Diplazium basahense är en majbräkenväxtart som beskrevs av Ren-Chang Ching.
Diplazium basahense ingår i släktet Diplazium och familjen Athyriaceae. Inga underarter finns listade i Catalogue of Life.